# Anita Kulcsár
Anita Kulcsár (Szerencs, 2 de outubro de 1976 - 19 de janeiro de 2005) foi uma handebolista profissional hungara, medalhista olímpica.
Anita Kulcsár fez parte do elenco medalha de prata, em Sydney 2000. Ela faleceu em um acidente de automóvel, 19 de janeiro de 2005.